# Greenville (New Hampshire)
Pour les articles homonymes, voir Greenville.
Greenville est une municipalité américaine située dans le comté de Hillsborough au New Hampshire. Selon le recensement de 2010, sa population est de 2 105 habitants, dont 1 108 à Greenville CDP.

## Géographie
Greenville est située sur la rivière Souhegan (en). La municipalité s'étend sur 6,86 milles carrés (17,77 km2), exclusivement des terres.

## Histoire
D'abord connue sous les noms de Slipton, Mason Harbor puis Mason Village, Greenville fait longtemps partie de Mason. Elle se développe industriellement grâce aux chutes de la Souhegan et devient une municipalité indépendante en 1872.